# 岩手県幼稚園一覧
岩手県幼稚園一覧（いわてけんようちえんいちらん）は、岩手県の幼稚園の一覧。廃園および休園中の幼稚園については、岩手県幼稚園の廃園一覧を参照。

## 国立幼稚園

### 盛岡市
- 岩手大学教育学部附属幼稚園

## 公立幼稚園

### 盛岡広域振興圏

#### 盛岡市
- 盛岡市立米内幼稚園
- 盛岡市立太田幼稚園
- 盛岡市立好摩幼稚園

### 県南広域振興圏

#### 奥州市
- 奥州市立小山東幼稚園

#### 一関市
- 一関市立赤荻幼稚園
- 一関市立舞川幼稚園
- 一関市立真滝幼稚園

#### 花巻市
- 花巻市立花巻幼稚園

#### 北上市
- 北上市立黒沢尻幼稚園
- 北上市立藤根幼稚園
- 北上市立江釣子幼稚園

#### 胆沢郡
- 金ケ崎町立六原幼稚園

#### 西磐井郡
- 平泉町立幼稚園

### 沿岸広域振興圏

#### 釜石市
- 釜石市立鵜住居幼稚園

## 私立幼稚園

### 盛岡広域振興圏

#### 盛岡市
- 仁王幼稚園
- 盛岡白百合学園幼稚園
- スコーレ幼稚園
- 盛岡聖心幼稚園
- 仙北町幼稚園
- 桜幼稚園
- みなみ幼稚園
- ふじみ幼稚園
- 白梅幼稚園
- 青葉幼稚園

#### 八幡平市
- ひなぎく幼稚園

#### 滝沢市
- あさひ幼稚園

#### 紫波郡
- あづま幼稚園

### 県南広域振興圏

#### 奥州市
- こじか幼稚園

#### 一関市
- 愛心幼稚園
- カトリック清心幼稚園

#### 花巻市
- 大谷幼稚園
- 中央みのり幼稚園
- 湯口大谷幼稚園
- 花巻ささま幼稚園
- ゆもと幼稚園

#### 北上市
- 暁の星幼稚園
- やさか幼稚園
- むらさきの幼稚園
- 大堤幼稚園

#### 遠野市
- 光の園幼稚園

### 沿岸広域振興圏

#### 宮古市
- 小百合幼稚園

#### 大船渡市
- 海の星幼稚園

#### 陸前高田市
- 高田幼稚園

#### 上閉伊郡
- おさなご幼稚園

#### 下閉伊郡
- 山田幼稚園